# Wes Chatham
Wes Chatham est un acteur américain né le 11 octobre 1978 à Atlanta.

## Biographie
Le 15 avril 2012, l'acteur épouse sa compagne de longue date Jennifer Brown. Ensemble ils ont deux enfants nés en 2014 et en 2016.

## Filmographie

### Cinéma
- 2003 : The Fighting Temptations : le cassier
- 2007 : Dans la vallée d'Elah : Caporal Steve Penning
- 2008 : W. : L'Improbable Président
- 2011 : Husk : Brian
- 2011 : La Couleur des sentiments : Carlton Phelan
- 2012 : Gladiators : Dillon
- 2013 : This Thing with Sarah : Ethan
- 2014 : The Town That Dreaded Sundown : Danny
- 2014 : Hunger Games : La Révolte, partie 1 : Castor
- 2015 : Brothers : Ace
- 2015 : Hunger Games : La Révolte, partie 2 : Castor
- 2016 : Je ne vois que toi (All I See Is You) de Marc Forster : Daniel
- 2018 : Évasion 2 - Le Labyrinthe d'Hadès (Escape Plan 2: Hades) de Steven C. Miller : Jaspar Krimbal
- 2020 : Tenet de Christopher Nolan : Agent 3 du SWAT

### Télévision
- 2005 : Sleeper Cell : Frat Boy
- 2005-2006 : Barbershop : Isaac
- 2009 : The Unit : Commando d'élite : Sam McBride
- 2012 : Political Animals : Gunner Cox
- 2012 : Mentalist : Vince
- 2013 : Armed Response : Blake Morgan
- 2014 : Hand of God : Shane Caldwell
- 2015-2022 : The Expanse : Amos Burton (casting principal)
- 2017 : Hand of God : Shane Caldwell
- 2017 : The Night Shift : Clark
- 2023 : NCIS: Hawai'i : Frère Ellis Kane
- 2023 : Ahsoka : Captain Enoch